# D.J. LeMahieu
David John "D.J." LeMahieu, född 13 juli 1988 i Visalia i Kalifornien, är en amerikansk professionell basebollspelare som spelar som infielder för New York Yankees i Major League Baseball (MLB). Han har tidigare spelat för Chicago Cubs och Colorado Rockies.
Han draftades av Detroit Tigers i 2007 års MLB-draft men inget kontrakt upprättades mellan parterna. LeMahieu började istället studera på Louisiana State University och spelade för deras idrottsförening LSU Tigers basebollag. Två år senare gick han åter i draften och den här gången blev vald av Chicago Cubs.
LeMahieu har vunnit bland annat tre Gold Glove Awards och två Silver Slugger Awards.